# The Little Match Seller (film 1912)
The Little Match Seller è un cortometraggio muto del 1912 diretto da Joseph Sullivan. Tratta da Hans Christian Andersen, la storia della piccola fiammiferaia era già stata portata sullo schermo nel 1902 con un altro The Little Match Seller.
La protagonista era interpretata da Lynette Griffin, un'attrice bambina conosciuta anche con il nome di Baby Lynette Griffin o Baby Griffin che, nella sua carriera, girò solo sei film, tra cui il Cinderella del 1912 dove ebbe il ruolo della fata madrina.

## Trama
È inverno e le feste si avvicinano. Una bambina povera, che non ha mai avuto niente dalla vita, ammira nella vetrina una meravigliosa bambola che fa galoppare le sue fantasie. Un giorno, però, la bambola scompare. L'ha comprata per la figlia una ricca signora arrivata in carrozza. La piccola, attraverso una finestra, vede l'amata bambola tra le braccia della figlia del milionario. Persa nella neve con i suoi ricordi, si rifugia stanca sui gradini di una chiesa. Nei suoi sogni rivede ancora una volta l'amata bambola. Più tardi, quando la sua forma semicongelata viene portata al reparto ospedaliero della città, si sveglia per un momento, tende le braccia verso il cielo per poi sprofondare nel suo ultimo sonno.

## Produzione
Il film fu prodotto dalla Selig Polyscope Company

## Distribuzione
Distribuito dalla General Film Company, il film - un cortometraggio di 200 metri - uscì nelle sale cinematografiche statunitensi il 16 febbraio 1912. Nelle proiezioni, veniva programmato con il sistema dello split reel, accorpato in un'unica bobina con un altro cortometraggio prodotto dalla Selig, il documentario The Taos Indians at Home, New Mexico.